# Cercopimorpha postflavida
Cercopimorpha postflavida là một loài bướm đêm thuộc phân họ Arctiinae, họ Erebidae.